# Éric Chapuis
Pas d'image ? Cliquez ici
Éric Chapuis, né le 7 juillet 1942, est un ancien pilote automobile suisse, engagé en rallyes automobiles.

## Biographie
Ce pilote helvétique a participé à un rallye du WRC, le Monte-Carlo édition 1981, terminant alors 33e du classement général avec Edy Bernasconi, sur Daihatsu Charade 1.0.

## Palmarès

### Titre
- Champion de Suisse des Rallyes : 1977 (copilote E.Bernasconi, sur Porsche 911 Carrera) ;
- Trois fois 3e du championnat de Suisse des rallyes : 1978 et 1979 (copilote E.Bernasconi, sur Fiat 131 Abarth) et 1982 (copilote Wyder, sur Porsche 911 SC)  (4e en 1980 avec Bernasconi, 8e en 1983 avec Remy, 18e en 1984 avec Antonino, 4e en 1985 avec Racine, 20e en 1987 avec son épouse, 10e en 1993 avec Reuteler, sur Porsche 911 SC essentiellement (puis Datsun, Renault 5 Turbo, et Ford Escort Cosworth)).

### Dix victoires en championnat de suisse (dont sept sur huit épreuves proposées en 1977)
- Rallye des Neiges.
- Rallye 13 Étoiles.
- Critérium Neuchâtelois.
- Rallye d'Uri.
- Coupe Liburne.
- Rallye du Vin.
- Rallye de Thoune.
- Rallye de Court 1978.
- Rallye du Vin 1979 (devenu Rallye international du Valais en 1980).
- Rallye des Neiges 1981 (avec Racine).